# 庞小伟
庞小伟（1973年—），中國浙江省杭州市蕭山區人，天使投资者，目前担任天使湾创投创始合伙人兼CEO。本科毕业于上海交通大学电机工程系高电压學系。在2010年开始被中国众多互联网创业者关注，是因为其创立的天使湾创投基金专注投资互联网，并且聚焦于早期投资。在此之前，庞小伟是中国互联网较早的资深创业者之一，创办过中国零售行业门户网站联商网，和全球三维城市地图服务提供商E都市。

## 经历
- 1995年，本科毕业于上海交通大学电机工程系高电压专业。
- 1998年，硕士毕业于杭州商学院企业管理专业。
- 1998年，参加工作，在浙江兴和集团投资发展部任职，一直到2000年。
- 2000年，由于工作表现突出，获得兴和集团高层的赏识，给予其一笔投资得以创办联商网并担任CEO，这是庞小伟的第一次创业。
- 2004年，庞小伟开始二度创业，创建了E都市并担任CEO。
- 2009年，辞去E都市CEO职务，担任该公司的董事长。同年，收购濒临倒闭的中国博客网，并担任董事长。
- 2010年，联合浙江一些财团法人等共同创立天使湾创投，担任该基金的创始合伙人兼CEO。